# Woodbury (Connecticut)
Woodbury é uma cidade  localizada no estado americano de Connecticut, no Condado de Litchfield.

## Demografia
Segundo o censo americano de 1800, a sua população era de 1067894 habitantes.

## Geografia
De acordo com o United States Census Bureau tem uma área de
95,2 km², dos quais 94,5 km² cobertos por terra e 0,7 km² cobertos por água.
De town bestaat uit:
- Hotchkissville
- Minortown
- North Woodbury
- Pomperaug
- Woodbury Center

## Localidades na vizinhança
O diagrama seguinte representa as localidades num raio de 24 km ao redor de Woodbury.